# Piotr Gross
Piotr Gross (1. srpna 1819 Podgórze – 25. června 1895 Lvov) byl rakouský politik polské národnosti z Haliče, v 2. polovině 19. století poslanec Říšské rady.

## Biografie
Byl synem úředníka c. k. solných dolů. Piotr vychodil gymnázium v Bochni, navštěvoval kurzy filozofie ve Lvově a pak studoval právo na Lvovské univerzitě. Kromě toho se zabýval i matematikou. V roce 1845 se stal adjunktem na Lvovské univerzitě. Během revolučního roku 1848 působil jako suplent fyziky na Lvovské univerzitě a zapojil se do politického dění. Zastával funkci velitele filozofického oddílu Akademické legie. Po porážce revoluce byl pronásledován a zatčen. Na svobodu se dostal až po několika letech díky císařské amnestii. Oženil se s ovdovělou statkářkou Eligií Lewickou. Uvádí se jako statkář v Koninszki u města Rudky ve východní Haliči. Byl členem zemědělské společnosti a viceprezidentem vzájemné hasičské pojišťovny. V důsledků své účasti na polském povstání roku 1863 byl soudně stíhán, ale nakonec zbaven obvinění pro nedostatek důkazů. V lednu 1867 byl plně rehabilitován.
Byl pak politicky aktivní. 6. února 1867 byl zvolen na Haličský zemský sněm za kurii velkostatkářskou v obvodu Sambir. Zemský sněm ho 1. března 1867 zvolil i do Říšské rady (tehdy ještě volené nepřímo) za kurii velkostatkářskou v Haliči. Rezignoval dopisem z 31. března 1870 v rámci hromadné rezignace polských poslanců na protest proti ústavnímu směřování státu. Do Říšské rady se vrátil v prvních přímých volbách roku 1873, opět za velkostatkářskou kurii v Haliči. Slib složil 10. listopadu 1873, rezignace byla oznámena na schůzi 20. října 1874. Po znovuzvolení opětovně rezignoval 27. září 1877, aniž by složil slib. Na Říšské radě byl členem frakce Polský klub, v níž patřil k levicovému křídlu.
Zasedal ve výboru pro výstavbu pomníku Jana Kilińského ve Lvově.
Zemřel v červnu 1895.